# Betacaroteno
O betacaroteno (β-caroteno) é um pigmento organico, fortemente vermelho, abundante em fungos, plantas e frutas. É um antioxidante e um membro dos carotenos, que são terpenoides (isoprenoides).
Natural, é uma das formas de se obter indiretamente a vitamina A. Na química de lipídios possuem função de pigmento, sendo precursor (provitamina) da vitamina A (lipossolúvel) que é apolar e lipídica, expressando cor laranja. No corpo é convertida a retinol. As principais fontes de betacaroteno são:  cenoura, abóbora, espinafre, e batata-doce. E pode ser receitado por médicos para tratar Protoporfiria eritropoiética, uma condição genética de sensitividade à luz solar.
As autoridades médicas geralmente recomendam conseguir betacaroteno da alimentação em vez de por suplementos. 
Consumir grande quantidade de betacaroteno não é perigoso para o organismo. O único efeito colateral conhecido pelo excesso do mesmo é o aparecimento de uma coloração amarelada na pele, que é inócua e não deixa sequelas, que desaparece com a redução do consumo, denominada por hipercarotenodermia.
Contudo, o consumo de quantidades diárias de 30 mg sob a forma de suplementação farmacológica de betacaroteno, por parte de fumantes, foi associado a um aumento de risco de cancro de pulmão. Por outro lado a ingestão fisiológica de betacaroteno, pela alimentação, não tem este efeito.